# 拝藤宣雄
拝藤 宣雄（はいどう のりお、1935年5月2日- ）は、鳥取県境港市出身の元プロ野球選手。右投右打で、ポジションは投手。
3歳上の実兄・聖雄（まさお）も元プロ野球選手で、こちらは近鉄パールスにて5年間、弟と同じく投手として活躍した。

## 経歴
境高校ではエースとして活躍。2年生時の1952年には、創部6年目の同高校野球部を夏の甲子園初出場へ導く奮投を見せた。しかし、全国大会では2回戦（初戦）で日大三高の若杉輝明と投げ合いの末、完封負け。翌1953年夏は東中国大会1回戦で浜田高に敗れ、甲子園には届かなかった。
高校卒業後は、立教大学へ進学。東京六大学野球リーグでは、同期のエース・杉浦忠とともに活躍した。1957年には春秋4勝を挙げ、チーム初となる春秋季リーグ連覇に貢献している。同年の全日本大学野球選手権大会でも、決勝で興津達雄らがいた専大を降し優勝。他の大学同期に長嶋茂雄、本屋敷錦吾がいた。
大学卒業後の1958年、当時としては高額の契約金800万円で広島カープへ入団。1年目は20試合に登板し、2完封を含む6勝を挙げた。翌1959年には26試合に投げて4勝2敗という成績を残し、シーズンを通しての防御率は1.64と好成績だった。1960年には2勝するが1961年は1勝もできず、同年オフに実働わずか4年でプロ野球選手としての経歴を終えた。

## 人物・選手としての特徴
大洋ホエールズにいた青田昇に「球にトンボが止まるぞ」と酷評されるほどの球威だったため、試行錯誤した結果、山なりの超スローボールを投げたり、ステップした左足を一度止めて投げてみたりという投球方法を編み出した。この投法は当時、「ミラクル投法」と呼ばれた。
境高校時代の1年先輩には女優の司葉子がおり、学生時代から評判の美人だったため、司の顔見たさに司宅の庭に球を故意に投げ入れた事があった。それが縁となって、チームが東京遠征の際には司宅を訪問し、ナインと共にご馳走を食べさせてもらうなど可愛がってもらっていた。司との縁は引退後も続き、保険会社に勤務した後は、司の夫で自由民主党の代議士だった相沢英之の地元秘書を務めた。

## 詳細情報

### 年度別投手成績
| 年 度     | 球 団     | 登 板 | 先 発 | 完 投 | 完 封 | 無 四 球 | 勝 利 | 敗 戦 | セ 丨 ブ | ホ 丨 ル ド | 勝 率 | 打 者 | 投 球 回 | 被 安 打 | 被 本 塁 打 | 与 四 球 | 敬 遠 | 与 死 球 | 奪 三 振 | 暴 投 | ボ 丨 ク | 失 点 | 自 責 点 | 防 御 率 | W H I P |
| --------- | --------- | ----- | ----- | ----- | ----- | -------- | ----- | ----- | -------- | ----------- | ----- | ----- | -------- | -------- | ----------- | -------- | ----- | -------- | -------- | ----- | -------- | ----- | -------- | -------- | ------- |
| 1958      | 広島      | 20    | 13    | 4     | 2     | 0        | 6     | 4     | --       | --          | .600  | 410   | 101.2    | 81       | 5           | 26       | 3     | 2        | 75       | 0     | 0        | 32    | 26       | 2.29     | 1.05    |
| 1959      | 広島      | 26    | 11    | 1     | 1     | 0        | 4     | 2     | --       | --          | .667  | 336   | 87.1     | 58       | 3           | 21       | 1     | 3        | 39       | 1     | 0        | 22    | 16       | 1.82     | 1.01    |
| 1960      | 広島      | 20    | 6     | 0     | 0     | 0        | 2     | 1     | --       | --          | .667  | 194   | 45.1     | 38       | 3           | 17       | 2     | 7        | 20       | 0     | 1        | 19    | 16       | 3.13     | 1.21    |
| 1961      | 広島      | 4     | 1     | 0     | 0     | 0        | 0     | 0     | --       | --          | ----  | 39    | 7.0      | 16       | 1           | 1        | 0     | 1        | 2        | 0     | 0        | 9     | 7        | 9.00     | 2.43    |
| 通算：4年 | 通算：4年 | 70    | 31    | 5     | 3     | 0        | 12    | 7     | --       | --          | .632  | 979   | 241.1    | 193      | 12          | 65       | 6     | 13       | 136      | 1     | 1        | 82    | 65       | 2.42     | 1.07    |

### 背番号
- 11 （1958年 - 1961年）